# Reeves Glacier
Reeves Glacier är en glaciär i Antarktis. Den ligger i Östantarktis. Nya Zeeland gör anspråk på området. Reeves Glacier ligger 652 meter över havet.
Terrängen runt Reeves Glacier är kuperad österut, men västerut är den platt. Trakten är obefolkad. Det finns inga samhällen i närheten. 